# Gyrinichthys minytremus
Gyrinichthys minytremus är en fiskart som beskrevs av Gilbert, 1896. Gyrinichthys minytremus ingår i släktet Gyrinichthys och familjen Liparidae. Inga underarter finns listade i Catalogue of Life.